# Врањска котлина
Врањска котлина је прво проширење у оквиру композитне долине Јужне Мораве. Простире се од Бујановца до Владичиног Хана на дужини од 30 километара. Прешевска повија на 460 метара надморске висине, раздваја ову котлину од суседне Кумановске на југу. Ширина Врањске котлине је око шест километара и обод јој је изграђен од старијих стена, док је дно прекривено неогеним седиментима. Име је добила по граду Врању које је смештено у самој котлини. Наставља се на Грделичку клисуру.

## Хидрографија
Највећи ток у овој области је Јужна Морава, у коју се уливају све воде Врањске котлине. Од свог уласка у Врањску котлину на југозападу па до изласка код Владичиног Хана на североистоку, Јужна Морава је дугачка око 40 километара. Улазна тачка има надморску висину од 407, а излазна 328 метара. Према томе, укупан пад Јужне Мораве износи 79 метара, или приближно 2 метра по километру. Последица оваквог пада је стварање меандра, мртваја и обалских брежуљака.
Значајну карактеристику Јужне Мораве представља извесна асиметрија њеног слива. Она потиче од особина рељефа. У свом главном правцу југозапад-североисток, Јужна Морава прима знатно више притока с десне, југоисточне стране, а мање с леве, северозападне. С десне стране Јужне Мораве дижу се високе планине на којима се изливају веће количине талога. Ове реке имају и пространију сабирну област, па су због тога југоисточне притоке знатније. С леве, северозападне стране, Јужна Морава је ограничена нижим развођем, па је овај хидрографски центар мањи. У притоке Јужне Мораве, које прима са десне стране, спадају Кленичка, Преображењска, Требешињска, Тибушка, Бањска, Корбевачка, Јелашничка река и Врла, док се са десне стране уливају Трновачка, Вртогошка, Врањска или Градска, Моштаничка, Јовачка, Лепеничка и Калиманска река.
Главна притока Јужне Мораве у овој области је Врла. Она долази из дубљег залеђа са гребена Варденика. Најпре Врла протиче дугачком клисуром, затим улази у Масуричко поље, где прима Романовску и Масуричку реку, па се пробија кроз Прекодолску клисурицу и улива се у Јужну Мораву при њеном излазу из Врањске котлине.
Притоке Јужне Мораве углавном имају одлике планинских река. Дуге су 10—25 километара и спуштају се са земљишта високог од 1.000 до 1.900 метара у изворишним деловима на земљиште високо 400—330 метара код ушћа. Због великог пада притока, брзина воде је и ерозивно-механичка снага је јака. Ове велике разлике у паду утичу на протицање воде и поплаве. После кише стварају се токови велике ерозивне моћи, сва вода и нанос нагло се сруче у главну реку и засипају њену алувијалну раван.
Количина воде у рекама и потоцима Врањске котлине зависи од распореда атмосферских талога и од биљног покривача. Максималне кише падају у мају и октобру, док период јул—август спада у најсувљ доба Врањске котлине. Када су кишне сезоне токови набујају. Такође, када се у пролеће снег топи, потоци опет имају довољно воде. Ипак, некада је јесењи водостај већи него пролећни. Код токова чији су сливови оголели, колебање воде је чешће и изразитије. Моштаничка река, на пример, после сваке кише набуја и плави њиве у низији. Поред ње, такву особину имају и Преображењска, Буштрањска, Трновачка и Кленичка река. Поједине мање притоке у јулу и августу при ушћу су потпуно суве (Кленичка, Вртогошка река), чему доприносе и обилна наводњавања.
У Врањској котлини се често јављају поплаве у низији. Поплаве наступају када притоке наносима код ушћа зајажују Јужну Мораву. Чим се појави запрека у отицању воде, због јаке кише или наглог топљења снега, јавља се застој у отицању воде из Врањске котлине и долази до поплава. Понекад је зајаживање Јужне Мораве знатно и тада се штете од поплава протежу на велико подручје: алувијална раван се претвара у дугачко језеро.